# Landwirtschaftliche Fachschule Hatzendorf

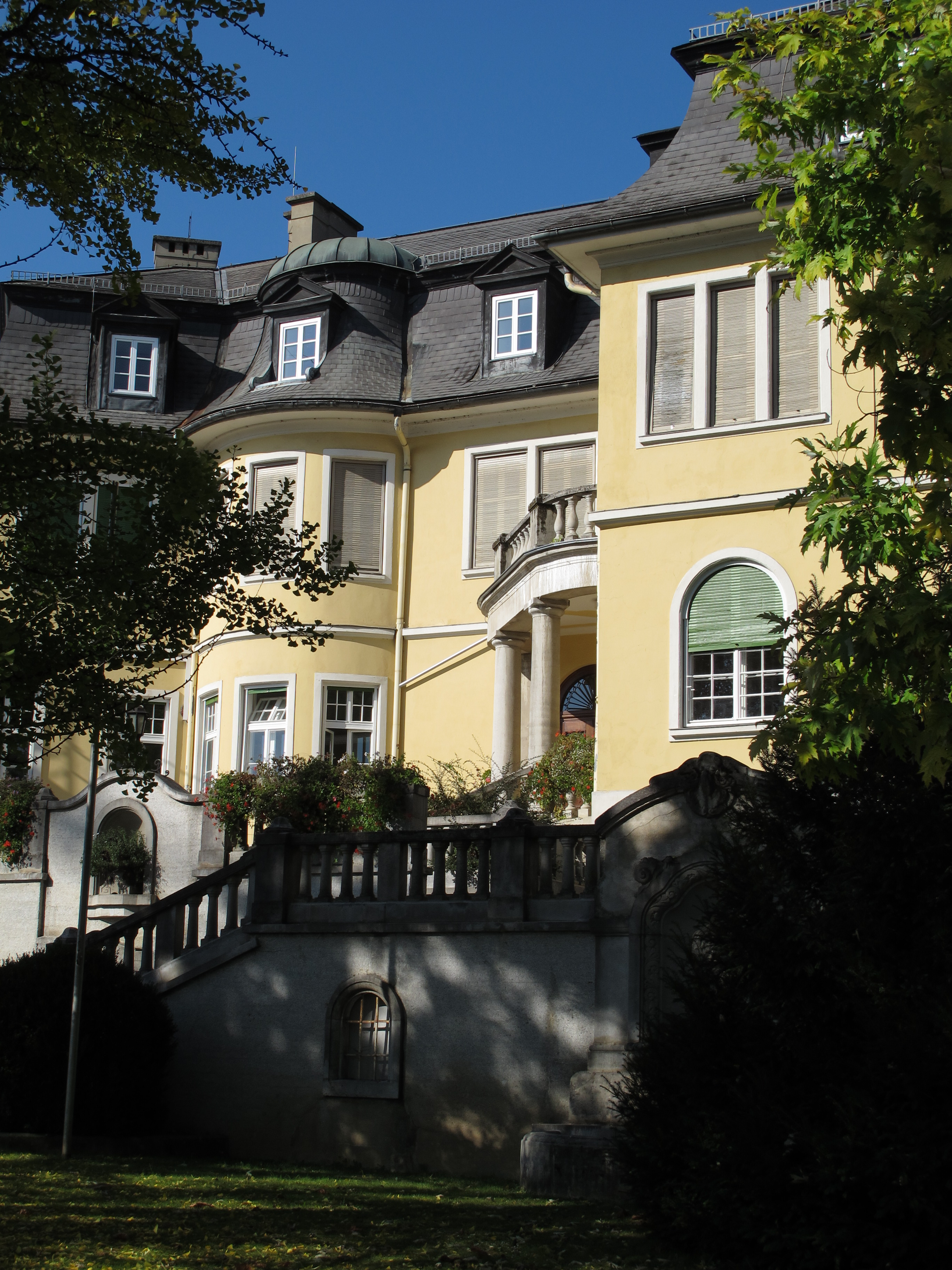
LFS Hatzendorf

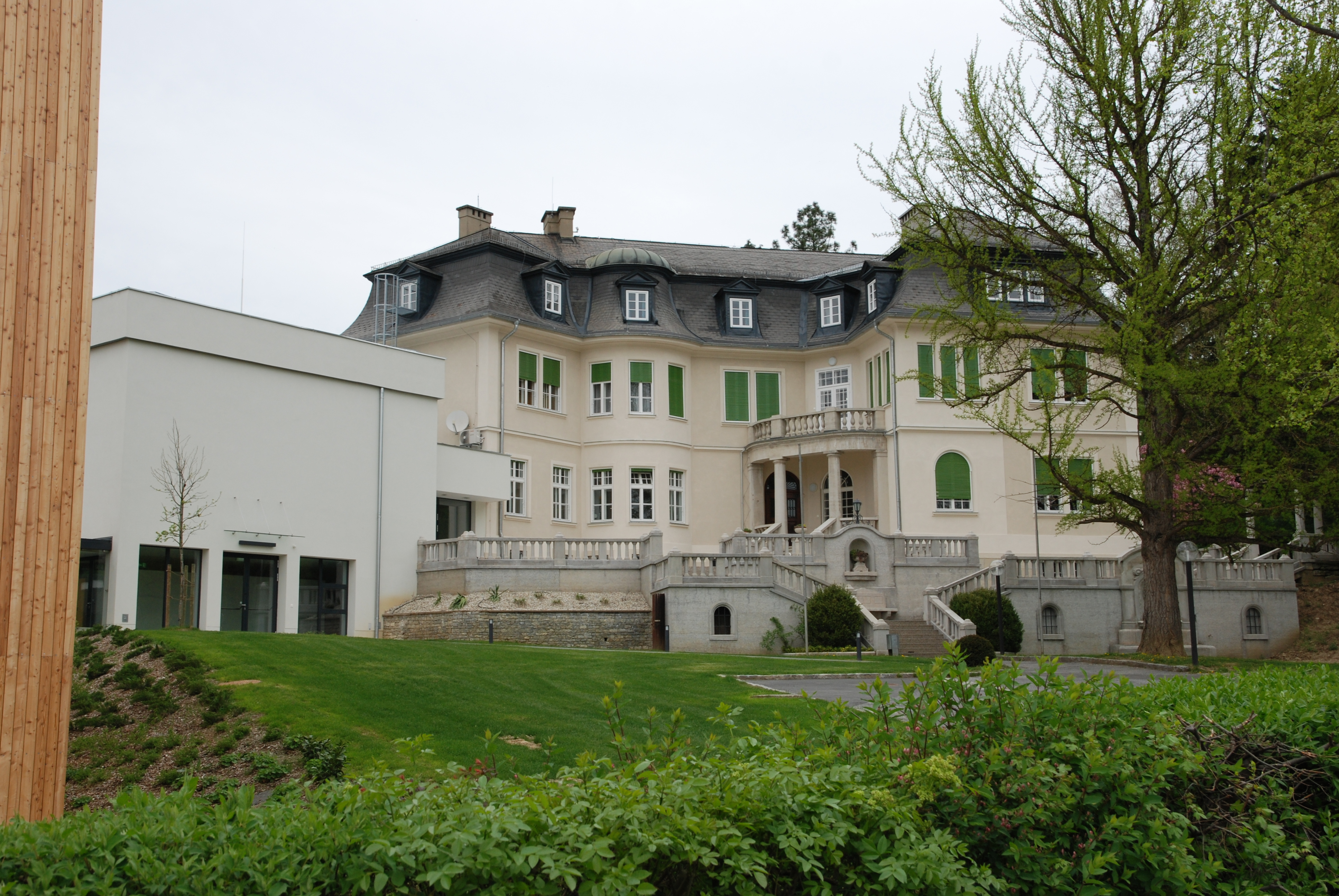
Ehemaliges Sanatorium Lemperg

Die Landwirtschaftliche Fachschule Hatzendorf im Ort Hatzendorf in der Gemeinde Fehring ist eine Landwirtschaftliche Fachschule des Landes Steiermark. Das ehemalige Sanatorium Lemperg als Altbau steht unter Denkmalschutz.

## Geschichte
Das Gebäude wurde bis 1947 als Sanatorium geführt. 1950 wurde das ehemalige Sanatorium Lemperg vom Land Steiermark erworben und eine Landwirtschaftliche Fachschule als sogenannte Winterschule mit zwei Semestern von November bis April eingerichtet. Von 1976 bis 1984 wurde die Dauer der Winterschule auf drei Semester ausgeweitet. 1977 wurde der Schule das Gut vom Schloss Kalsdorf übergeben. Ab 1984 wurde die Schule über vier Jahre geführt, mit zwei ganzen Schuljahren, einem Praktikum von 14 Monaten, und einem abschließenden Wintersemester. Heute wird die Fachschule über drei Jahre geführt, mit vier Monaten Praktikum. Die Schüler erhalten am Ende der Ausbildung den Facharbeiterbrief.
Im Jahre 2012 wurde mit dem Architekturbüro Ferdinand Certov das Internat neu errichtet und eine barrierefreie Erschließung und bauliche Verbindung mit der denkmalgeschützten Villa hergestellt.

## Leitung
- 1951–1952 Hampl
- 1952–1960 Otto Moser
- 1960–1965 Franz Strempfl
- 1965–1996 Alfred Petautschnig
- 1996–2012 Herbert Oberecker
- seit 2012 Franz Patz